# Sahyadrimetrus mathewi
Espèce
Sahyadrimetrus mathewi est une espèce de scorpions de la famille des Scorpionidae.

## Distribution
Cette espèce est endémique du Kerala en Inde.

## Description
Le mâle holotype mesure 122,5 mm, les mâles mesurent de 116,6 à 123,0 mm et les femelles de 113,7 à 126,7 mm.

## Étymologie
Cette espèce est nommée en l'honneur d'A. P. Mathew.

## Publication originale
- Prendini & Loria, 2020 : « Systematic revision of the Asian Forest Scorpions (Heterometrinae simon, 1879), revised suprageneric classification of Scorpionidae Latreille, 1802, and revalidation of Rugodentidae Bastawade et al., 2005. » Bulletin of the American Museum of Natural History, no 442, p. 1-480 (texte intégral).